# Lycaena gorgon
Lycaena gorgon är en fjärilsart som beskrevs av Jean Baptiste Boisduval 1852. Lycaena gorgon ingår i släktet Lycaena och familjen juvelvingar. Inga underarter finns listade i Catalogue of Life.